# FM大師
株式会社FM大師（エフエムだいし）は、神奈川県川崎市川崎区の一部地域を放送区域として超短波放送（FM放送）を営む特定地上基幹放送事業者である。

## 概要
2024年7月4日、総務省から予備免許を取得し、放送周波数が94.9MHzに決まった｡同年8月11日から試験電波を発射開始し、9月30日13時に開局した。同日から10月2日までは開局記念特番『開局でda!sh!（ダッシュ）』を13 - 19時の6時間放送し、10月3日から通常編成を開始し、2024年内は9 - 18時の9時間、翌年からは7 - 22時の15時間の生放送を予定している。
川崎市内では、中原区のかわさき市民放送（かわさきFM、旧愛称 FM K-City）以来28年ぶり2局目となる。東京23区とその周辺では、コミュニティを含めたFMの周波数が逼迫している。FM大師に割り当てられた周波数は、2014年以降、中波放送のFM補完中継局用だった、通称「ワイドFM」と呼ばれる周波数帯（90.1 - 94.9MHz）であり、それを使用した初のコミュニティ放送局となる。可聴エリアは、川崎区のほぼ全域と幸区、横浜市鶴見区、東京都大田区の各一部。

## Club DA!SH!
FM大師リスナー&FM大師のファンの会員組織の名称。川崎区の店舗・事業者と住民を繋ぐことを目的としている。放送内で加盟店の紹介等を行い、加盟店は会員向けに特典を用意する。会員にはClub DA!SH!カード（入会金・年会費無料）を発行している。

## 主な番組
- 元気にDA!SH!（平日 9:00 - 12:00）
- 昼DOKI！スタジオ（毎日 12:00 - 13:00）
- 毎日 街角radio（平日 13:00 - 17:00）
- 夕暮れ声のお届け便（平日 17:00 - 18:00）
- アイスタッフのお任せ介護（火曜 17:00 - 17:54）
- 梅ちゃんの聞いて納得（水曜 17:30 - 17:54）
- アイスタッフご長寿ラジオ（サテライト放送）（木曜 13:00 - 13:54）
- 保険であんしんラジオ（第2・4木曜日 10:00 - 10:54）
- ウィークエンドパーク（土・日曜 13:00 - 17:00）
- イブニングナイトde DA!SH!（土・日曜 17:00 -18:00）
- サタデイ 街角radio（土曜 9:00 - 12:00）
- サンデイ 街角radio（日曜 9:00 - 12:00）